# Netzzeit
netzzeit ist ein österreichischer Verein, der Musiktheater fördert und ermöglicht. Der Verein wurde 1984 gegründet und wird heute von Nora und Michael Scheidl als künstlerische Leiter geführt.

## Geschichte
netzzeit wurde 1984 in Wien, mit dem Auftrag Theater zu realisieren, das im konventionellen Theaterbereich nicht möglich ist, oder dort aus anderen Gründen nicht stattfindet, gegründet. Über die Jahre hinweg realisierte netzzeit interdisziplinäres, internationales Musiktheater der Gegenwart im Grenzbereich zwischen Kunst, Wissenschaft und Politik, oft in Zusammenarbeit mit großen internationalen Festivals, wie der Münchener Biennale, der Biennale Venezia, SESC/São Paulo/Brasilien, Holland Festival, Acht Brücken Köln, aber auch heimischen Festivals und Bühnen, wie den Bregenzer Festspielen, Wiener Festwochen oder mit dem Dschungel Wien.
Seit 2005 veranstaltet netzzeit das Festival Out of Control biennal – ein Festival für neues Musiktheater.
„Wer bei uns ins Theater geht, muss neugierig sein. Wir machen nicht die Form von Theater, in der man zum hundertsten Mal sieht, dass der Kasperl dem Krokodil mit dem Prügel auf den Kopf haut. Unsere Zuschauer müssen die Courage haben, sich auf ungewohnte Situationen einzulassen.“

## Werke (Auszug)

### Musiktheater
- DIE LIEBE ZU DEN DREI ORANGEN, 1994 von Thomas Strittmatter nach Carlo Gozzi von Alexander Wagendristel als „Staats-Oper“ komponiert – Uraufführung, Auftragskomposition von netzzeit und Jugendstiltheater Wien
- DIE WÄLT DER ZWISCHENFÄLLE, 2004, Operatives Musiktheater nach Kurzgeschichten von Daniil Charms, von Haflidi Hallgrimsson, Auftragskomposition und Koproduktion von netzzeit und Theater Lübeck, Uraufführung am Theater Lübeck
- DER SIEBTE HIMMEL IN VIERTELN, 2005, Operette zum Einachteln von Max Nagl (Komposition) und Franzobel (Libretto) – Uraufführung Auftragskomposition von netzzeit 2005 Out of Control, MuseumsQuartier Halle E, Wien und Bregenzer Festspiele Werkstattbühne
- AS I CROSSED A BRIDGE OF DREAMS, 2000 und 2002, Klangtheater von Peter Eötvös – Österreichische Erstaufführung, 2000 Schauspielhaus und 2002 Neuer Saal des Wiener Konzerthauses im Rahmen der „Hörgänge“
- A QUEDA DO CÉU, 2010, Musiktheater von Tato Taborda (Komposition) und Roland Qitt (Libretto) – Uraufführung Reithalle, Münchener Biennale und SESC Pompeia São Paulo[4]
- TILT, 2010, Musiktheater von Klaus Schedl (Komposition) und Roland Qitt (Libretto nach W.Raleigh) – Uraufführung Reithalle, Münchener Biennale und SESC Pompeia São Paulo[5][6]
- DER PRÄPARATOR, 2011, Kammerlustspiel von Renzo Rosso, Musik von Giorgio Battistelli – Österreichische Erstaufführung Radiokulturhaus/Grosser Sendesaal, Wien (2011 Out of Control)[7]
- DAS KLEINE ICH-BIN-ICH, 2016, Musiktheater für Kinder – Ein musikalisches Märchen erzählt von Mira Lobe, gemalt von Susi Weigel, vertont von Georg Friedrich Haas, Koproduktion mit Wien Modern und dem Dschungel Wien, Uraufführung
- LIEBE HOCH 16, 2017, Türkisch-österreichische Heimat-Musik-Komödie von Clemens Wenger (Komposition) und Ibrahim Amir (Libretto), Songtexte von Wilfried Scheutz – Eine Koproduktion von netzzeit, WIR SIND WIEN und BASIS KULTUR WIEN, Uraufführung

### Oper
- DER AUFSTAND DER SCHMETTERLINGE, 2000, Satirische Oper von Georg Kreisler – Wiener Sofien-Säle, Uraufführung/Auftragswerk von netzzeit
- FEAR AND DEATH BY WATER, 2003, Beach Opera von Franz Koglmann, Libretto von Christian Baier nach T.S. Eliots „The Waste Land“ – Auftragswerk von netzzeit, Museumsquartier, Halle E, Uraufführung[8]
- CAMILO CHAMÄLEON, 2011, Oper von Max Nagl (Komposition) und Reinhard Palm (Libretto) nach einer Idee/Buch von Katia Guedes – Uraufführung, Atelierhaus der Akademie der Bildenden Künste
- JOIN![9], 2013, Satirische Oper von Franz Koglmann (Komposition) und Alfred Zellinger (Libretto)- Auftragswerk von netzzeit Koproduktion mit den Wiener Festwochen – Uraufführung, Museumsquartier Halle E, Wien
- CAMILO FOR REFUGEES, 2015, Eine Oper über das Fremdsein und das Dazugehören, Kinderoper von Max Nagl und Reinhard Palm/Katia Guedes, OUT OF CONTROL 2015
- WHATEVER WORKS, 2015, Satirische Oper von Manuela Kerer und Arturo Fuentes, Libretto von Dimitre Dinev – Auftragswerk von netzzeit und WIEN MODERN und der Haydn Stiftung Bozen, Rabenhoftheater Wien und Stadttheater Bozen

### Schauspiel
- STRAFMÜNDIG, 1986, Schauspiel von Gert Heidenreich – Österreichische Erstaufführung, Arena Wien
- DELIRIUM ZU ZWEIT – AUF UNBEGRENZTE ZEIT, 1989, Schauspiel von Eugène Ionesco, Als Musikdrama gestaltet von Michael Scheidl und Otmar Binder – Österreichische Erstaufführung, Sal de Balle, Wien
- HEAVEN’S NIGHT, 2007, Ein Stück Theater von Günter Vierow – Auftragswerk von netzzeit, Uraufführung Schauspielhaus Wien[10]

### Projekte
- SYMPOSION, Ein Rausch in acht Abteilungen, 2001–2018, Eine Produktion von netzzeit mit dem Klangforum Wien, Aufführungen u. a. im Museumsquartier Wien, Kampnagel Hamburg, Festspielhaus Hellerau, Jövo Háza Teátrum Budapest, Damiani-Holz&Ko Brixen und viele mehr.[11]
- UNTITLED (LOOK, LOOK, COME CLOSER), 2015, Eine Performance von Christine Gaigg zu einer Komposition von Klaus Schedl in Kooperation mit netzzeit – Festival für Neues Musiktheater, Aufführungen: ImpulsTanz Festival Wien (21er Haus)[12], Impulse Festival Düsseldorf und Flora Theatre Festival Olomouc[13]
- ONE DAY AND ONE NIGHT IN URBO KUNE, 2015, Eine Produktion in Kooperation mit dem Klangforum Wien und dem Holland Festival, Muziekgebouw aan 't IJ, Amsterdam[14]
- RE:PLAY – our game – your choice, 2017, Ein interaktives Stationentheater in 5 Experimenten von Kai Anne Schuhmacher und Clemens Wenger, Uraufführung, Ehemaliges k.k. Post- und Telegraphenamt (Architekt Eugen Fassbender), 1070 Wien, Zollergasse 31.
- AN DIE GRENZE 1-3, 2017, Eine Produktion von netzzeit in Kooperation mit Wien Modern und dem Ensemble Platypus. - Uraufführung, 1150 Wien